# Brachymenium columbicum
Brachymenium columbicum là một loài Rêu trong họ Bryaceae. Loài này được (De Not.) Broth. mô tả khoa học đầu tiên năm 1903.